# Armoiries du Kenya
Les armoiries du Kenya adopté en 1963, représentent deux lions tenant des lances Masaï et un bouclier. Le bouclier contient les couleurs nationales qui sont :
- Le noir représentant les Kényans
- Le vert, l'agriculture et les ressources naturelles
- Le rouge, le combat pour la liberté
- Le blanc pour l'unité et la paix

La bande rouge du milieu est ornée d'un coq tenant une hache, ce qui selon les coutumes locales est le symbole d'une vie nouvelle et de prospérité.
Le boucliers et les lions reposent sur la silhouette du Mont Kenya contenant en arrière-fond des symboles de la production agricole kényane, café, pyrèthre, sisal, thé, maïs et ananas.
Les armoiries reposent sur un ruban sur lequel est inscrit le mot harambee (travaillons ensemble), la devise du Kenya.